# William Sunsing
William Sunsing Hidalgo (* 12. Mai 1977 in San José, Costa Rica) ist ein costa-ricanischer Fußballspieler.

## Leben
Sunsing startete seine Karriere 1994 beim CS Herediano in Costa Rica. 1996 ging er zu AD Ramonense und 1998 wieder zurück zum CS Herediano.
Von dort aus wechselte er 2000 in die USA zu New England Revolution. Nach der Weltmeisterschaft 2002, bei der kein Spiel für Costa Rica bestritt, wechselte er zurück in sein Heimatland zu Deportivo Saprissa. Nach nur einer Saison bei Saprissa wechselte er zu AD Pérez Zeledon. Von dort aus wurde er zu FK Teplice und Akratitos Ano Liossiou nach Tschechien und Griechenland jeweils ausgeliehen. 2006 folgte der nächste Wechsel: Sein Weg ging zu Brujas de Escazú. Ebenfalls nach nur einer Saison folgte ein Wechsel zu CF Liberia Mía. Bis 2010 hat Sunsing dort einen Vertrag.
Für die Fußballnationalmannschaft von Costa Rica bestritt er 34 Spiele und schoss 4 Tore.
| Personendaten    | Personendaten                    |
| ---------------- | -------------------------------- |
| NAME             | Sunsing, William                 |
| ALTERNATIVNAMEN  | Sunsing Hidalgo, William         |
| KURZBESCHREIBUNG | costa-ricanischer Fußballspieler |
| GEBURTSDATUM     | 12. Mai 1977                     |
| GEBURTSORT       | San José, Costa Rica             |